# Zapolice (powiat radomszczański)
Zapolice – wieś w Polsce, położona w województwie łódzkim, w powiecie radomszczańskim, w gminie Kodrąb.
| SIMC    | Nazwa      | Rodzaj     |
| ------- | ---------- | ---------- |
| 0543730 | Młyńczysko | przysiółek |

W latach 1975–1998 wieś należała administracyjnie do województwa piotrkowskiego.
Urodził się tutaj Stefan Bareła – polski duchowny rzymskokatolicki, biskup częstochowski.